# Robert Webb
Robert Webb (ur. 29 września 1972 w Woodhall Spa) – angielski aktor, komik i scenarzysta. Razem z Davidem Mitchellem tworzy komediowy duet Mitchell and Webb.
Robert Webb zagrał w filmach komediowych Confetti i Magicians oraz wystąpił w licznych programach telewizyjnych. Obecnie, od 2003 roku występuje w programie Peep Show, a od 2006 roku w That Mitchell and Webb Look, gdzie jest również jednym ze scenarzystów.